# Niebiosa mogą zaczekać (film 1943)
Niebiosa mogą zaczekać (ang. Heaven Can Wait) – amerykański film z 1943 roku w reżyserii Ernsta Lubitscha.

## Obsada
- Don Ameche jako Henry Van Cleve
- Gene Tierney jako Martha
- Charles Coburn jako Hugo Van Cleve
- Marjorie Main jako pani Strable
- Laird Cregar jako Jego Wyskokość
- Spring Byington jako Bertha Van Cleve
- Allyn Joslyn jako Albert Van Cleve
- Eugene Pallette jako E.F. Strable
- Signe Hasso jako Mademoiselle
- Louis Calhern jako Randolph Van Cleve
- Helene Reynolds jako Peggy Nash
- Aubrey Mather jako James
- Tod Andrews jako Jack Van Cleve
- Scotty Beckett jako Henry Van Cleve, (w wieku 9 lat)
- Dickie Moore jako Henry Van Cleve, (w wieku 15 lat)
- Clara Blandick jako babcia Van Cleve
- Clarence Muse jako Jasper, służący Strable'a
- Anita Sharp-Bolster jako pani Cooper-Cooper
- Doris Merrick jako Nellie Brown, pielęgniarka
- Edwin Maxwell jako doktor (niewymieniony w czołówce)

## Nagrody i nominacje
| Nazwa nagrody | Wygrane            | Nominacje |
| ------------- | ------------------ | --- |
| Oscar         | 1944 bez rezultatu | 1944 Najlepszy film wytwórnia 20th Century Fox Najlepszy reżyser Ernst Lubitsch Najlepsze zdjęcia - filmy kolorowe Edward Cronjager |